# Петровщина (Кіровський район)
Петро́вщина (рос. Петровщина) — село в Кіровському районі Ленінградської області, Росія.